# Pygora melanura
Pygora melanura är en skalbaggsart som beskrevs av Leon Fairmaire 1903. Pygora melanura ingår i släktet Pygora och familjen Cetoniidae. Inga underarter finns listade i Catalogue of Life.